# Wola Czaryska
Wola Czaryska [ˈvɔla t͡ʂaˈrɨska] es una aldea en el distrito administrativo de Gmina Secemin, dentro del condado de Włoszczowa, Voivodato de Świętokrzyskie, en el centro-sur de Polonia. Se encuentra aproximadamente a 7 kilómetros (4 millas) al sur de Secemin, 18 km al sur de Włoszczowa y 56 km al oeste de la capital regional, Kielce.
El pueblo tiene una población de 300 habitantes.